# Hans Karl Müller

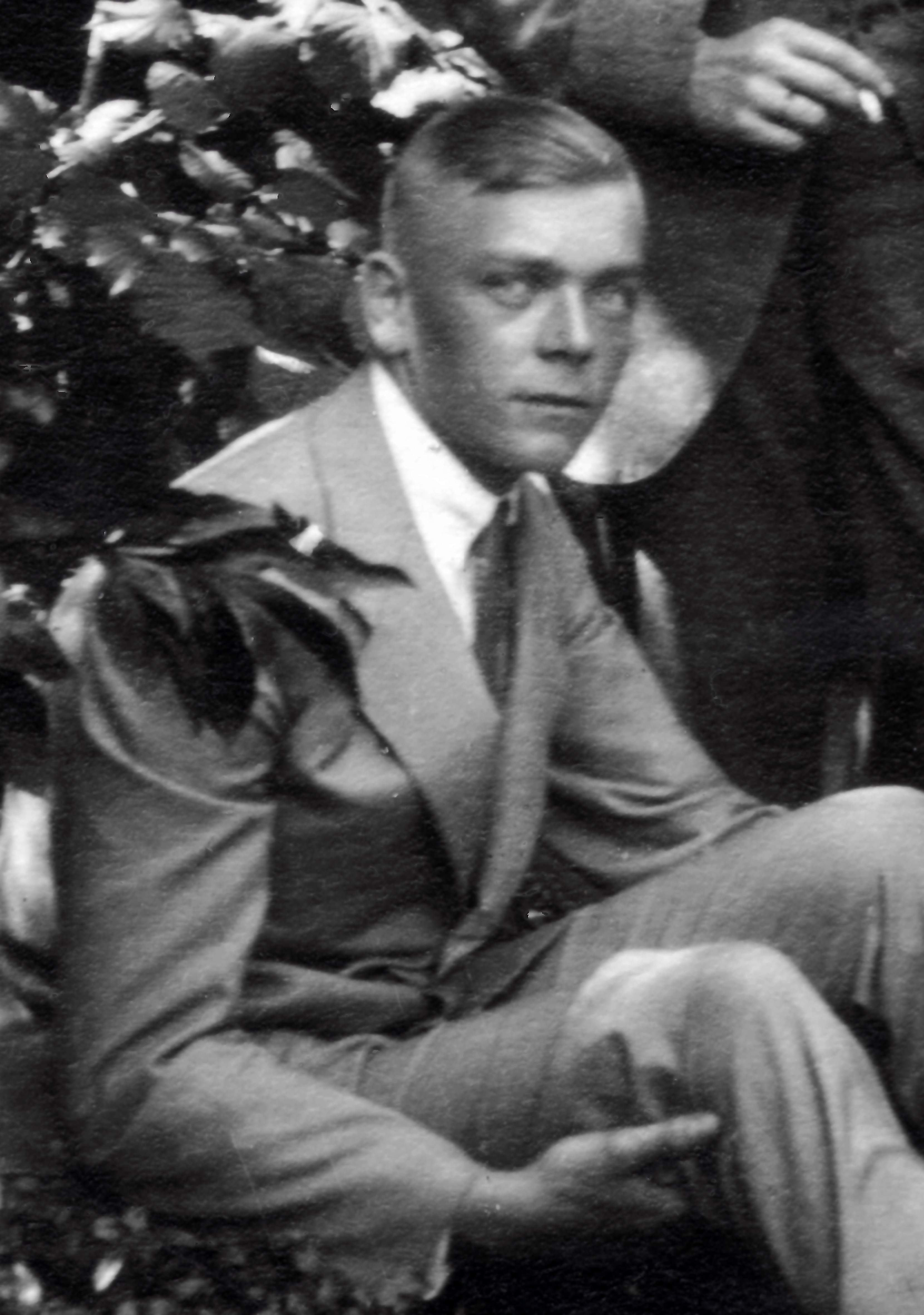
Hans Karl Müller

Hans Karl Müller – eigentlich Johannes Karl Müller (* 30. Januar 1899 in Würzburg; † 27. Juni 1977 in Bonn) war ein deutscher Augenarzt.

## Leben
Johannes Karl Müllers Großvater war der Chirurg Hermann Maas, der Vater Johannes Müller, Internist und Geheimer Sanitätsrat in Nürnberg. Im Ersten Weltkrieg diente Hans Karl Müller im Königlich Bayerischen 1. Chevaulegers-Regiment „Kaiser Nikolaus von Rußland“. Zuletzt war er Infanterieflieger und Leutnant. An der Ludwig-Maximilians-Universität studierte er Medizin. 1919 wurde er im Corps Suevia München aktiv, später auch im Münchner Senioren-Convent. Als Mitglied der Freikorps beteiligte er sich an der Niederschlagung des Ruhraufstands, der blutigen Niederschlagung der Münchner Räterepublik und gegen die Aufstände in Oberschlesien. Von 1925 bis 1928 arbeitete Hans Karl Müller am Physiologischen Institut der Philipps-Universität Marburg bei Rudolf Dittler, wo er auch promoviert.

### Basel
Anschließend war Hans Karl Müller acht Jahre Assistenz- und Oberarzt an der Universitäts-Augenklinik Basel unter Arthur Brückner. Hier entstanden zunächst Arbeiten über die Messung des Augeninnendrucks. Vor allem begann Müller in seiner Baseler Assistentenzeit mit biochemischen Arbeiten über den Stoffwechsel der Linse, bei denen er Vitamin C im Kammerwasser nachwies. Dies wurde auch Thema seiner Habilitation 1933.

### Berlin
1936 wechselte Müller als Oberarzt an die Augenklinik der Charité. Über fast die ganze Zeit des Zweiten Weltkrieges diente Müller als beratender Augenarzt im Heer (Wehrmacht). Im Deutsch-Sowjetischen Krieg leitete er als Armeearzt ein Feldlazarett im Mittelabschnitt der Ostfront. Hier lernte er auch seinen späteren Schüler Erich Weigelin kennen.
Zu einer Heeresgruppe im Westen versetzt, geriet er in britische Kriegsgefangenschaft, aus der er Ende 1945 entlassen wurde.

### Bonn
Die Rheinische Friedrich-Wilhelms-Universität Bonn berief Müller zunächst als kommissarischen Direktor ihrer Augenklinik. 1947 kam er auf den Lehrstuhl. Besonders beschäftigte ihn der Neubau der Universitätsaugenklinik auf dem Venusberg in den Jahren 1953 bis 1955. 1953/54 war er Dekan der Medizinischen Fakultät.  Von 1956 bis 1961 war Müller Ärztlicher Direktor der Klinischen Anstalten. Als er 1967 emeritiert wurde, brachte ihm die Studentenschaft einen Fackelzug. Bei der Trauerfeier der Universität Bonn 1977 sprach Edgar Thofern, Direktor des Hygieneinstituts und Dekan der Medizinischen Fakultät.

### Familie
Müller verlor seine erste Frau bei der Geburt der ersten Tochter. Die Tochter wurde später Orthoptistin. Aus einer zweiten Ehe gingen zwei Söhne hervor. Über zehn Jahre pflegte Hans Karl Müller seine an der Alzheimer-Krankheit leidende Frau.

## Ehrungen
- Vorsitzender der Deutschen Ophthalmologischen Gesellschaft (1961/63)[8]
- Präsident des 20. Internationalen Ophthalmologenkongresses in München (1966)[9]

## Publikationen
- Die Beobachtung von Tiefeneffekten bei binocularen Bewegungsnachbildern. Zschr. Sinnesphysiol. 59 (1928), S. 157–165.
- Über die Grenzwerte der mit dem Tonometer von Schlötz gemessenen Druckhöhen gesunder Augen. Arch. Augenheilk. 104 (1931), S. 89–101.
- Über den Einfluß verschieden langer Vorbelichtung auf die Dunkeladaptation und auf die Fehlergröße der Schwellenreizbestimmung während der Dunkelanpassung. Graefes Arch. Ophthal. 125 (1931), S. 624–642.
- mit H. J. Schultz und J. Lautsch: Die Standardisierung der Dunkeladaptationsprüfung. Klin. Mbl. Augenheilk. 104 (1940), S. 649–663.
- Kammerwasser und Linsenstoffwechsel. 1. Mitteilung: Über die Ursachen des Methylenblaureduktionsvermögens des Kammerwassers. Arch. Augenheilk. 108 (1933), S. 41–79.
- mit W. Buschke, A. Gurewitsch und F. Brühl: Vitamin C in Kammerwasser und Linse. Klin. Wschr. 13, 20–21 (1934).
- mit A. Brüning und H. Sohr: Ein Dynamometer. Ber. Dtsch. Ophthal. Ges. 52, 434–440 (1938).
- mit H. Langguth: Über die Kraftmessung der Hebung des Oberlides und ihre klinische Bedeutung. Graefes Arch. Ophthal. 144, 234–246 (1941).
- Die Behandlung der Kriegsverletzungen des Auges im Felde. Ophthal. Operationslehre, Lieferung 3 (1945), 893–984.
- Bericht über augenärztliche Befunde bei Fleckfieberkranken. Der Deutsche Militärarzt 8 (1943), S. 179–182.
- Bonner Gespräche. Docum. Ophthal. 10, 79–380 (1956).
- Toxoplasmosis des Auges. Zeitfragen Augenheilk. 300–320 (1954).
- mit Söllner, F. und Z. Vucicevic: Spätergebnisse der Keratoplastik. Ber. Dtsch. Ophthal. Ges. 64, 142–159 (1962).
- Die partielle Ausscheidung von Iris und Ciliarkörper. Docum. Ophthal. 26, 679–697 (1969).
- mit C.-D. Wu, O. Hockwin und E. Noll: Determination of the wet and dry weight of iris, ciliary body, and choroid in man and in different animal species. Ophthal. Res. 1, 124–128 (1970).
- Acta XX. Concilium Ophthalmologicum Germania 1966, 2 Bde. Excerpta Medica Foundation. Int. Cong. Series No. 146 (1967).
- Datenbearbeitung in der experimentellen und klinischen Ophthalmologie. Docum. Ophthal. 27 (1969).